# Петрович Йосиф Михайлович
Йосиф Михайлович Петрович (нар. 24 липня 1934, с. Вовча Старосамбірський район Львівська область) — український науковець, доктор економічних наук, професор кафедри менеджменту організацій, Інституту економіки і менеджменту Національного університету «Львівська політехніка».

### Життєпис
Народився 24 липня 1934 року в с. Вовча Старосамбірського району Львівської області.
1954 року з відзнакою закінчив Самбірський статистичний технікум.
1954—1959 роки — навчання на механічному факультеті Львівського політехнічного інституту за спеціальністю «Економіка і організація машинобудівної промисловості», де отримав кваліфікацію інженера-економіста.
З 1959 до 1960 року працював на інженерних посадах в науково-дослідному секторі ЛПІ, а в 1960—1963 роках — в Інституті суспільних наук АН УРСР молодшим науковим співробітником у відділі економіки.
З 1963 по 1965 роки навчався в аспірантурі при кафедрі «Економіка та організація галузей промисловості» Львівського політехнічного інституту.
З жовтня 1965 року працював на посаді старшого наукового співробітника у Львівському відділенні Інституту економіки АН УРСР.
1967 року захистив кандидатську дисертацію на тему «Резерви збільшення виробничих потужностей машинобудівних заводів і шляхи їх використання», отримавши ступінь кандидата економічних наук.
1970 року отримав вчене звання старшого наукового співробітника за спеціальністю «економіка, організація і планування народного господарства».
1983 року Йосиф Петрович захистив докторську дисертацію в Інституті економіки промисловості АН УРСР у Донецьку на тему «Організація інтенсивного використання виробничих потужностей підприємств машинобудування (теорія і методи)», отримавши науковий ступінь доктора економічних наук.
Із 1985 року — професор зі спеціальності «Економіка, планування і організація управління промисловістю і її галузями».
У грудні 1991 року рішенням загальних зборів Академії інженерних наук України обраний академіком цієї Академії.
У квітні 2002 року обраний академіком Міжнародної академії науки і практики організації виробництва.
З серпня 1985 року працював завідувачем кафедри «Економіки та організації машинобудування та приладобудування» Львівського політехнічного інституту. 1996 р. її перейменовано у кафедру «Економіки підприємства і менеджменту» Національного університету «Львівська політехніка», яку Петрович очолював до 2005 року.
Від 2005 року професор кафедри менеджменту організацій Національного університету «Львівська політехніка».

### Нагороди та відзнаки
Указом президента України від 29 вересня 1994 року йому присвоєно звання «Заслужений діяч науки та техніки України».

### Викладає курси
- Організація діяльності суб'єктів господарювання.
- Управління діяльністю організаційно-виробничих систем.
- Методологія наукових досліджень.

### Наукові дослідження
Науковими інтересами є широке коло проблем економіки і організації промислового виробництва. Серед них сформований ним науковий напрям «Організаційно-економічні проблеми інтенсивного використання виробничого потенціалу», який став науковою школою.
Уперше здійснив і науково обґрунтував постановку проблеми інтенсивного використання виробничих потужностей промислових підприємств і розробив наукові основи її розв'язання.
Серед наукових інтересів вченого важливе місце займає також проблема узгодженого функціонування досконалих економічних, організаційних та мотиваційних механізмів, їх вплив на використання виробничого, корпоративного та особистісного потенціалів.

### Основні публікації
Основні:
1. Організація підприємництва в Україні. Навчальний посібник з грифом Міністерства освіти і науки України (у співавторстві, за редакцією Петровича Й. М. — Львів: Оксарт, 2000. — 320 с.
2. Економіка виробничого підприємництва: Навчальний посібник з грифом Міністерства освіти і науки України (у співавторстві, за редакцією Петровича Й. М.). 2-е вид. перероб. і доп. — К.: Знання, 2001. — 406 с.
3. Економіка виробничого підприємництва [Текст]: навч. посіб. для студ. вищих навч. закл. / Й. М. Петрович [та ін.] ; ред. Й. М. Петрович. — 3. вид., випр. — К.: Знання, 2002. — 405 с.: рис. — (Серія «Вища освіта XXI століття»). — Бібліогр.: С. 400-405. — ISBN 966-620-109-7.
4. Менеджмент організацій: методи виконання випускних робіт [Текст]: навч. посіб. для студ. вищ. навч. закл. / Й. М. Петрович [и др.] ; ред. Й. М. Петрович; Національний ун-т «Львівська політехніка». — 2.вид., перероб. і доп. — Л. : Видавництво Національного ун-ту «Львівська політехніка», 2004. — 180 с. — Бібліогр.: С. 147—149. — ISBN 966-553-376-2
5. Організування промислового виробництва [Текст]: підручник / Й. М. Петрович. — К. : Знання, 2009. — 327 с.: рис. — Бібліогр.: С. 319—323. — ISBN 978-966-346-719-1
6. Організування промислового виробництва [Електронний ресурс]: система контролю знань / Й. М. Петрович. — К.: Знання, [2009]. — 1 електрон. опт. диск (CD-ROM)
7. Інноваційний потенціал управління організацією [Текст]: монографія / Й. М. Петрович, Л. М. Прокопишин-Рашкевич; Нац. ун-т «Львів. політехніка». — Л.: Вид-во Львів. політехніки, 2010. — 182 с.: рис., табл. — Бібліогр.: С. 157—170. — ISBN 978-617-607-013-9.
8. Стратегічне управління конкурентоспроможністю промислового підприємства [Текст]: монографія / Й. М. Петрович, О. В. Кривешко, І. О. Ступак ; за наук. ред. д-ра екон. наук, проф., засл. діяча науки і техніки України Й. М. Петровича ; Нац. ун-т «Львів. політехніка». — Л.: Вид-во Львів. політехніки, 2012. — 226 с. : рис., табл. — Бібліогр.: с. 220—225. — ISBN 978-617-607-360-4.
9. Сучасний інструментарій та галузеві особливості управління підприємствами України [Текст]: монографія / Н. І. Чухрай та ін.; за наук. ред. проф. Н. І. Чухрай; Нац. ун-т «Львів. політехніка». — Львів: Вид-во Львів. політехніки, 2014. — 298 с.: рис., табл. — Бібліогр.: С. 277—284. — ISBN 978-617-607-587-5.

На даний час опублікував понад 420 наукових робіт. Серед них понад 30 монографій і книг, 6 навчальних посібників, 5 із них мають гриф Міністерства освіти і науки. В його монографіях, книгах і статтях розглядається широке коло сучасних питань економіки, організації і управління виробництвом.